# 葉山めい
葉山 めい（はやま めい、1994年9月3日 - ）は、日本の元AV女優。
東京都出身、NEWGATE所属。

## 略歴・人物
2013年7月、h.m.pより専属でAVデビュー。スカパー!アダルト放送大賞2014の新人女優賞にノミネート。12月、CSスカパー！958chバニラスカイチャンネルのバニラガールズの一員となる。
2014年5月、SODクリエイトに専属で移籍。同年7月、セガのゲーム「龍が如く」のキャラクター出演をかけたセクシー女優人気投票にエントリー。同年8月24日、結果発表。「龍が如く0 誓いの場所」への出演権を逃した。順位・得票数未発表。
趣味は書道、料理。特技は、Y字バランス。本当は1991年生まれ、埼玉県さいたま市出身。
2017年3月をもって引退を発表。
2020年6月、サイゾー主催のオールタイム「好きなAV女優アンケートトーナメント」にノミネート。

## 作品

### アダルトビデオ
2013年
※h.m.p専属
- 処女宮 ～Princess～（7月5日）[9]
- Hello♪（8月2日）
- 僕の妹が可愛すぎて正直ヤリたい（9月6日）
- 葉山めいのガマンみるく（10月4日）
- 葉山めいに応援されながら最高に気持ちいい射精（11月1日）
- 顔面ドロドロになるまで白濁ザーメン10000ℓ連続ぶっかけ（12月6日）

2014年
- 脂ぎった中年男とのドロドロ調教（1月1日、h.m.p）
- ベストvol.1 4時間（1月1日、h.m.p）※総集編
- 濃厚トロトロな接吻と勢いのあるフェラチオSEX（2月7日、h.m.p）
- ベストvol.2 4時間（5月2日、h.m.p）※総集編
- 移籍即! 中出し解禁!!×超大量潮吹きスペシャル（5月22日、SODクリエイト）
- 葉山めい 失神するほど…イカサレテ（6月19日、SODクリエイト）
- 女子校生中出しペット＆マシンバイブ黒人同級生にレイプされた上にクラス全員に輪姦イラマチオ⇒中出し輪姦! 最後は機械（マシーン）に犯されて永遠に潮! 潮! 潮!（8月7日、サディスティックヴィレッジ）

2015年
- 美人OL社内恋愛SEX事情 4時間（4月3日、h.m.p）他出演：星野遥、佐伯ゆきな、宮崎夏帆、長谷部ゆい、明日花キララ、秋山祥子、藤本奈央

2016年
- 美人奥様とハーレム結婚性活（2月12日、ケイ・エム・プロデュース）共演：Maika、川村まや、南梨央奈
- 絶倫敏感乳首微乳女子（4月8日、ケイ・エム・プロデュース）他出演：あゆみ翼、阿部乃みく、紺野ひかる
- ノンケ女教師とビアン妻 昼下がりの家庭訪問レズビアン（7月7日、ビビアン）共演：加藤ツバキ、羽月希、川上ゆう
- JK淫語痴女（9月19日、ドグマ）
- もう無垢な私には戻れない。ちょっぴり大人なエッチ体験（10月13日、S-Cute）他出演：姫川ゆうな、金井みお、渡辺そら、南希海、あず希、向井藍
- 幻惑またがりロングディルド挿入オナニー ～頭上に生えたチ○ポ玩具にマ○コ汁を垂らす異形のまぐわい～（12月16日、SEX Agent）他出演：浜崎真緒、あおいれな、倉多まお、尾上若葉、二宮和香 他

2017年
- 「小型化」「カワイイ」「エロ」が得意分野（1月13日、バルタン）
- ぶぱぐぼぉっぷばぐっぼぉんっぶじゅるんっフェラ音 4 ～下品すぎるバキューム音、はしたないヨダレ～（1月20日、SEX Agent）他出演：浜崎真緒、あおいれな、倉多まお、裕木まゆ、かなで自由、川奈亜希、藤川れいな
- 気持ちいいことがやめられないどすけべロリ美少女（2月1日、S-Cute）他出演：篠崎みお、あず希、小椋あずき、涼宮のん、彩音舞衣
- 神フェラ1級の優等生JK、頼めば必ずフェラしてくれる。ちんシャブ中毒（3月13日、EROTICA）
- 最強属性 08（3月17日、プレステージ）
- 無防備な学園（3月24日、I.B.WORKS）共演：浅田結梨、跡美しゅり、いろはめる、水樹くるみ
- 副作用の強い劇薬興奮剤暴飲暴食オーバードーズアクメ（4月7日、DIY）
- うちの娘にかぎって… 「お父さん（すぐ）そこにいるから…。」震えるような声でそう言うと、僕の娘は間男（せんせい）にカラダを許した【寝取られ】女子校生中出し（4月25日、ビッグモーカル）
- 公衆トイレの少女たち（11月24日、TMA）他出演：跡美しゅり、いろはめる

### アダルトVR
- 無邪気な姪っ子姉妹（10月27日、TMA）共演：澄川鮎

### イメージビデオ
- 初裸 virgin nude（2013年6月13日、グラッツコーポレーション）
- 初パンチュ（2013年6月15日、ワニッチ）
- Shaving Romance ～恥じらい剃毛初体験～（2016年12月23日、Precious Beauty）※Blu-ray同時発売

### オリジナル曲
- パンティー★ラブ（2014年2月6日、作詞/作曲/編曲：パリッコ）[10]